# Isole Hawar
Le Hawar (in arabo جزر حوار‎?, Juzur Ḥawār) sono isole di Bahrein che si trovano di fronte alla penisola del Qatar. Amministrativamente fanno parte del Governatorato Meridionale.